# Kulturåret 1806

## Händelser
- okänt datum – Operan i Stockholm stängs tillfälligt fram till 1809.[1]
- Assemblée- och spektakelhuset i Linköping invigs.

## Födda
- 6 januari – Johan Fredrik Meyer (död 1893), svensk-tysk grafiker.
- 22 februari – Antoine Joseph Wiertz (död 1865), belgisk målare.
- 6 mars – Elizabeth Barrett Browning (död 1861), brittisk poet.
- 16 mars – Felix de Vigne (död 1862), belgisk konstnär.
- 12 maj – Johan Vilhelm Snellman (död 1881), finländsk filosof, författare, tidningsman och statsman.
- 5 juni – Magnús Eiríksson (död 1881), isländsk teolog och författare.
- 5 juli – Blanca Teleki (död 1862), ungersk konstnär, författare och adelsdam.
- 23 augusti – Thure Gustaf Rudbeck (död 1876), svensk skriftställare och översättare.
- 18 september – Heinrich Laube (död 1884), tysk författare och teaterledare.

## Avlidna
- 4 april – Carlo Gozzi (född 1720), italiensk dramatiker och författare.
- 3 juni – Mikael Choraeus (född 1774), svensk präst och författare.
- 26 juli – Karoline von Günderrode (född 1780), tysk författare.
- 10 augusti – Michael Haydn (född 1737), österrikisk tonsättare.
- 31 oktober – Sophie Mereau (född 1770), tysk författare.

### Fotnoter
1. ↑  Hans Dahlberg, Vårt 1800-tal, sid 37.